# Bain Impérial (Karlovy Vary)
 (décembre 2023).
Le Bain Impérial (en tchèque Císařské lázně ; en allemand Kaiserbad), également appelé Lázně I est un bâtiment thermal représentatif du style néo-Renaissance française situé dans la ville thermale de Karlovy Vary en Tchéquie. À l'époque de sa plus grande gloire, le Císařské lázně était le centre thermal de la ville. Depuis 2010, le bâtiment est protégé en tant que monument culturel national.

## Histoire

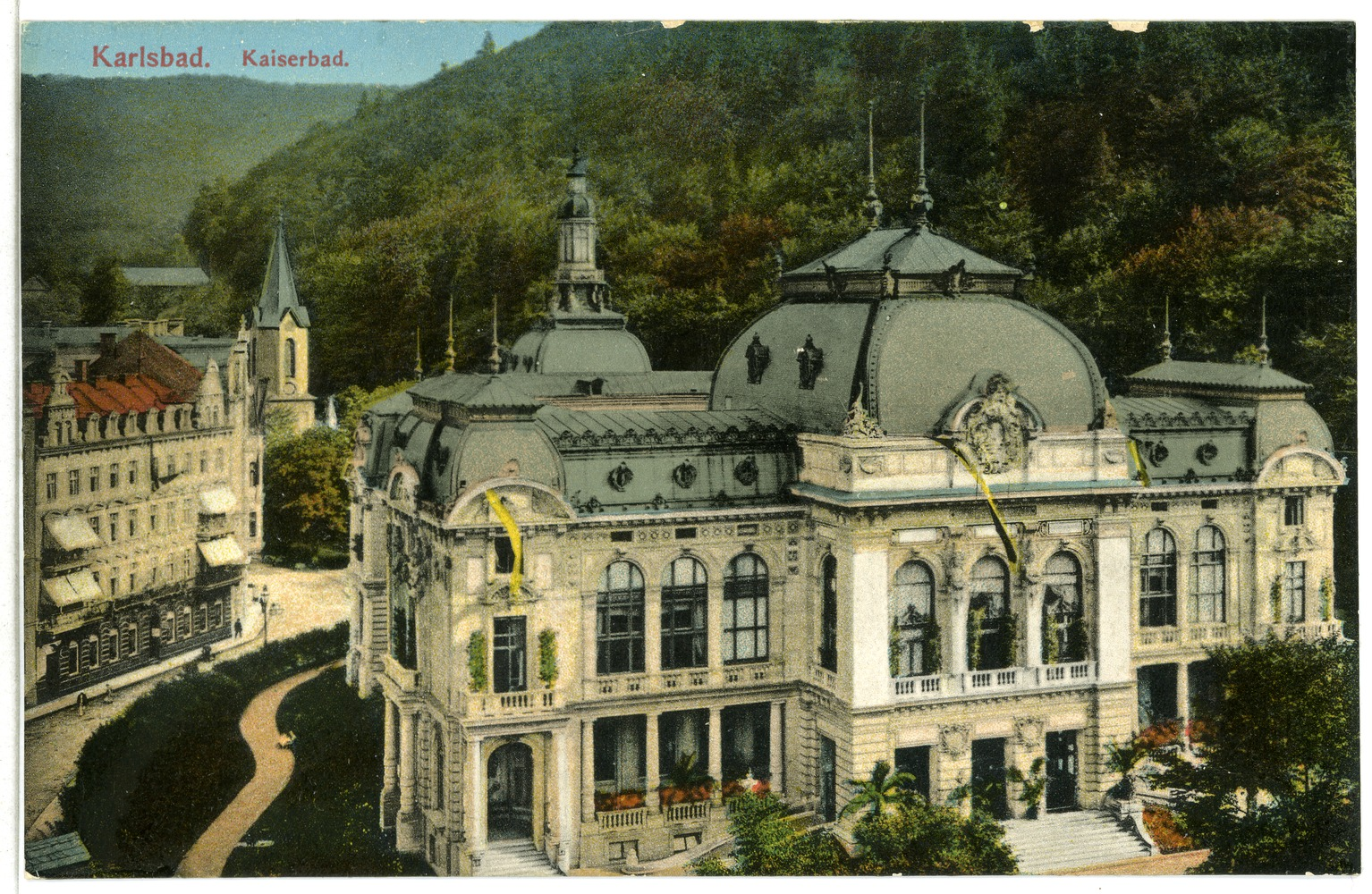
Le bâtiment sur une carte postale de 1910.

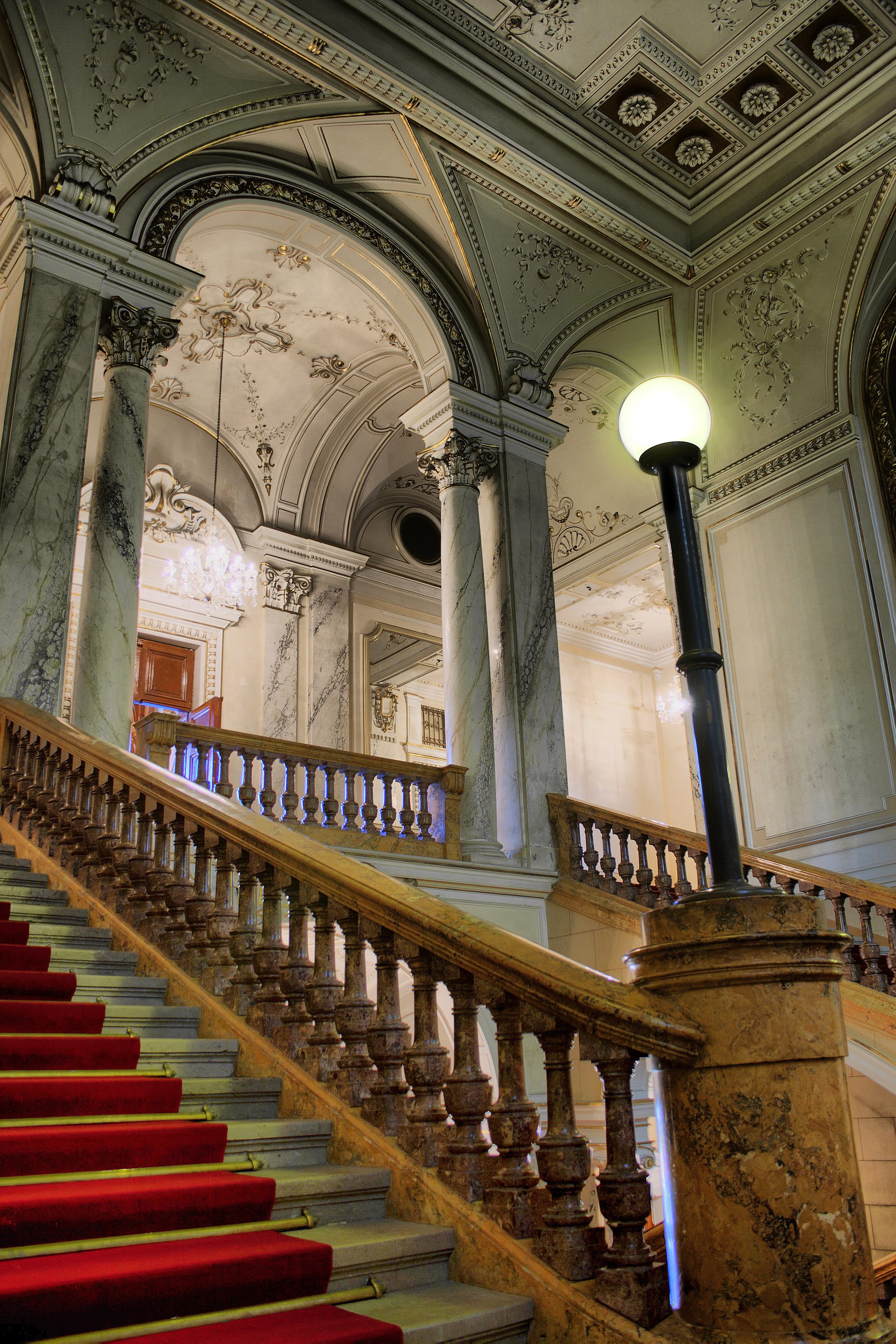
Escalier central.

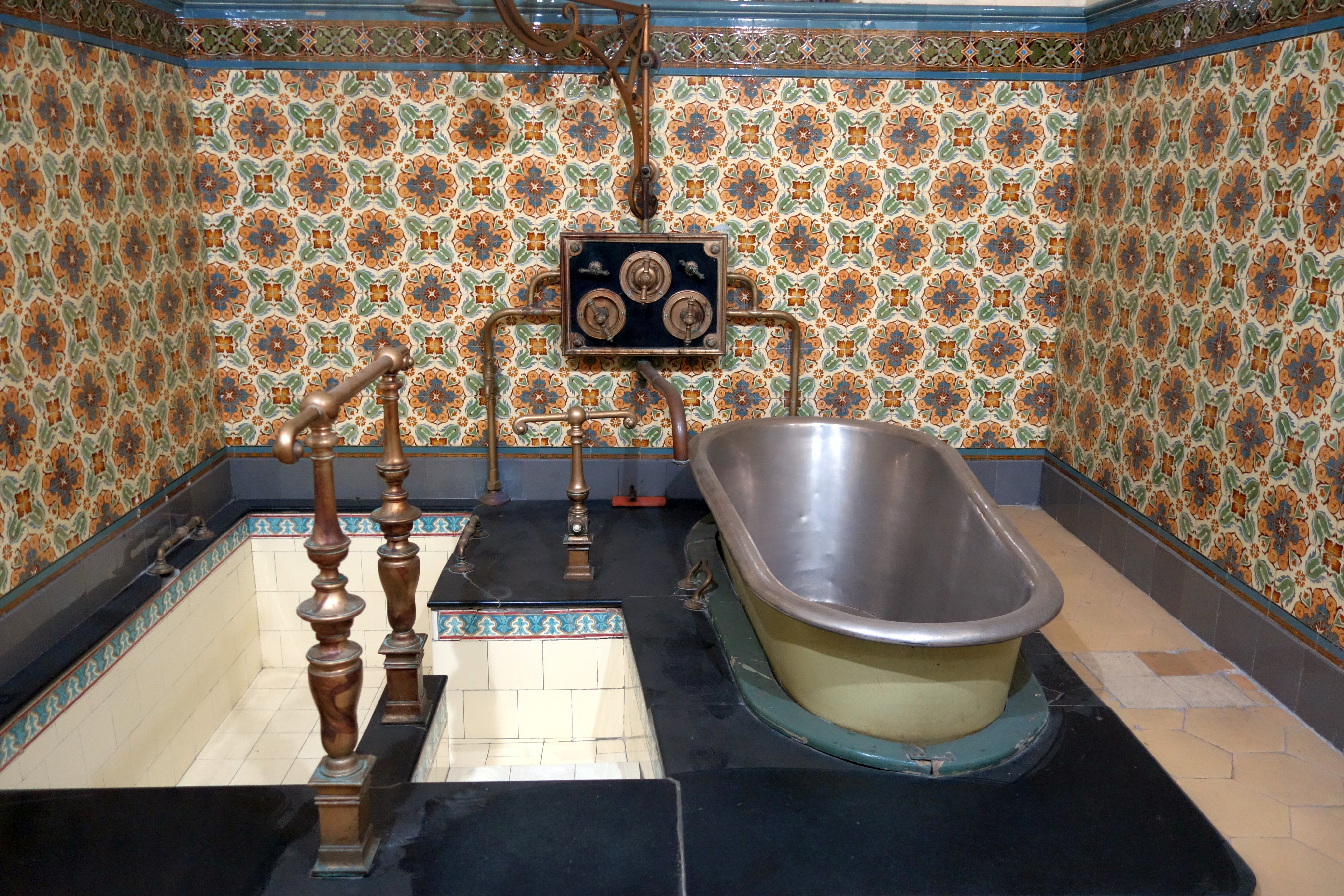
Bain.

Au plus tard à la fin de 1891, le conseiller municipal de Karlovy Vary et éminent balnéologue, le Docteur Karel Becher, eut l'idée de construire une installation thermale décente dans une ville en rapide développement rapide économique pour la monarchie austro-hongroise. Il choisit un site adapté près de la rivière Teplá.
La construction de l'édifice de style néo-baroque va durer de 1893 à 1895. Plusieurs entreprises locales ont participé à la construction et à la décoration du bâtiment. L'inauguration a lieu le 5 mai 1895.
Après la création de la Tchécoslovaquie, le bâtiment est renommé Lázně I en octobre 1922. Une reconstruction majeure visant à garantir un fonctionnement pendant toute l'année a eu lieu de 1948 à 1953.
Dans la seconde moitié du [XXe siècle, la station thermale tomba en ruine. À la fin des années 1980, l'exploitation thermale prend fin, le bâtiment est utilisé comme casino et occasionnellement pour des événements culturels et sociaux.
De décembre 2019 à juin 2023, une vaste reconstruction totale a eu lieu pour 1,4 milliard de couronnes.

## Description
Le Spa Impérial fait partie des bâtiments les plus remarquables de Karlovy Vary. Le bâtiment a été construit en style historiciste de la Néo-Renaissance française et couvre 2800 mètres carrés. L'emblème de Karlovy Vary se trouve au-dessus de l'entrée principale.
L'intérieur du bâtiment principal comporte des peintures murales et des boiseries richement sculptées. Les peintures représentent des personnages d'importants visiteurs de la ville de la Renaissance à 1791 avec un portrait de la reine Marie-Thérèse, celui de Johann Wolfgang von Goethe et celui de Bohuslav Hasištejnský Lobković.
Le rez-de-chaussée abritait les bains impériaux destinés à l'empereur François-Joseph. Il y a une cour couverte dans l'enceinte extérieure. Autour se trouvaient des espaces spa individuels.

## Littérature
- Bešťáková, K., Gargula, M. : Carlsbad – Karlovy Vary : ...lieux connus et inconnus, Karlovy Vary, 22/23, 2005
- Gnirs, A. : Topographie der historischen und kunstgeschichtlichen Denkmale in dem Bezirke Karlsbad, Prague, 64, 1933
- Poche, E. et al. : Monuments artistiques Čech 2 (KO), Prague, 33, 1978
- Zeman, L., Fiala, J., Dlesk, V. : Císařské lázně – étude architecturale et historique du pavillon de tourbe, Karlovy Vary, 2011